# لورینگ، آلاسکا
لورینگ (به انگلیسی: Loring) یک منطقهٔ مسکونی در ایالات متحده آمریکا است که در دروازه قصبه کچیکان واقع شده‌است. لورینگ ۱٫۶ کیلومتر مربع مساحت و ۴–۳۰v نفر جمعیت دارد.